# 캄파냐티코
캄파냐티코(이탈리아어: Campagnatico)는 이탈리아 토스카나주 그로세토도에 있는 코무네다. 피렌체에서 남쪽으로 100km, 그로세토에서 북동쪽 20km 거리에 있다.

## 역사
몬테 아미아타의 성 살바토레 수도원의 영지로 세워졌고, 그후 973년에 알도브란데스키 가문에게 매각되었다. 옴베르토 알도브란세스키가 죽고 난 후, 시에나 공화국이 이 지역을 획득했다. 16세기 중반에 토스카나 대공국에 합병되었다.